# 萬民表
萬民表（17世紀—1643年），又名楊民表，字三正，號濡澤，雲南臨安府阿迷州籍江西临川人，明朝政治人物。

## 生平
萬民表是天啟四年（1624年）甲子科鄉試第十名舉人，崇禎七年（1634年）成甲戌科三甲二百三名進士，普名聲妻子萬氏自以微賤而且異籍，仰慕他希望連結譜系，他拒絕後發現萬氏擅殺，斥責對方說：「青天白日下可殺人嗎？我無法在此居住了！」離開家園到湖廣臨武擔任知縣，十二年補任直隶清苑和邢臺都有賢良名聲，到十六年（1643年）邢臺被攻陷而殉難。

## 家族
曾祖萬金；祖萬一科，寿官；父萬继昌，恩官。

## 引用
1. 1 2  嘉慶《阿迷州志·卷十二·人物》：楊民表 字三正，號濡澤，天啟甲子舉人，里戊以前題大喜之，預廷試真而民表果成進士於歸。普名聲妻萬氏自以微賤且異籍，慕其名非締譜系，公不許；萬氏擅毅【殺】無事，公斥其非，曰：「青天白巳，人可殺乎？此地不可居矣！」迯家之官，初授武陵【臨武】令，補清苑，曆邢臺，俱有賢聲。
2. ↑  嘉慶《阿迷州志·卷十一·選舉》：萬民表 天啟甲子科（舉人），事詳人物。
3. ↑  《崇祯七年甲戌科进士履历便览》：万民表，曾祖金；祖一科，寿官；父继昌，恩官。守方，诗四房，丁酉年二月十五日生，临安府阿迷州籍，江西临川人，甲子乡试十名，会一百三十名，三甲二百三名，户部观政，乙亥授临武知县，己卯补清苑知县，壬午補邢台。
4. ↑  道光《邢臺縣志·卷五·官師》：知縣……楊民表 江南人，舉人，癸未城破殉難
5. ↑  錢海岳《南明史·卷八十九·列傳第六十五》：時北直隸府州縣官：……萬民表，阿迷人。崇禎七年進士。邢臺知縣，城陷死。